# Olympische Sommerspiele 2000/Teilnehmer (Belize)
| Gelbes Symbol für Goldmedaillen mit stilisierten Olympischen Ringen | Graues Symbol für Silbermedaillen mit stilisierten Olympischen Ringen | Braundes Symbol für Bronzemedaillen mit stilisierten Olympischen Ringen |
| ------------------------------------------------------------------- | --------------------------------------------------------------------- | ----------------------------------------------------------------------- |
| —                                                                   | —                                                                     | —                                                                       |

Belize nahm an den Olympischen Sommerspielen 2000 in Sydney, Australien, mit einer Delegation von zwei Sportlern (ein Mann und eine Frau) teil. Es war die achte Teilnahme des Landes an Olympischen Sommerspielen. Fahnenträgerin war Emma Wade.

## Teilnehmer nach Sportarten

### Leichtathletik
Frauen
- Emma Wade
100 Meter: ausgeschieden in Runde eins – Lauf drei, 12,25 Sekunden (Rang sieben)

Männer
- Jayson Jones
200 Meter: ausgeschieden in Runde eins – Lauf eins, 22,20 Sekunden (Rang sieben)